# Plagiochila jacquinotii
Plagiochila jacquinotii là một loài rêu trong họ Plagiochilaceae. Loài này được Mont. mô tả khoa học đầu tiên năm 1845.